# Macroom
Macroom (irl. Maigh Chromtha) – miasto leżące w hrabstwie Cork w Irlandii. Liczba mieszkańców w 2011 roku wynosiła 3879 osób.